# Bob den Uyl
Jacob (Bob) den Uyl (Rotterdam, 27 maart 1930 – aldaar, 13 februari 1992) was een Nederlands schrijver, vooral van korte verhalen, en jazztrompettist. Hij is de naamgever van de Bob den Uyl-prijs voor literaire of journalistieke reisboeken.

## Levensloop

### Jeugd, opleiding en jonge jaren
Den Uyl kwam uit een hervormd gezin. Zijn vader Jacob den Uyl (1894–1982) was politieagent. Zijn moeder Anna Josefine Rosenkranz (1896–1968) was geboren in Philadelphia (Verenigde Staten), maar zij was ten tijde van haar huwelijk Duits onderdaan. Bob den Uyl was een achter-achter-neef van de politicus Joop den Uyl, want zij hadden gemeenschappelijke betovergrootouders.
Na de mulo-b te hebben doorlopen, deed hij MO-A Frans en Engels. Hij had diverse kantoorbanen alvorens hij zich in 1968 geheel op het schrijven toelegde. Van 1948 tot 1957 trad hij ook als jazztrompettist met verscheidene jazzorkesten op.
Eind jaren 50 riep hij psychiatrische hulp in om van het stotteren af te komen. Het bood hem weliswaar enig soelaas maar hij kreeg er bepaalde fobieën (straatvrees en eetangst) voor terug.

### Latere jaren en erkenning
In 1963 debuteerde Den Uyl met Vogels kijken, waarvoor hij in 1965 de Prozaprijs van de gemeente Amsterdam ontving. In 1968 ontving hij de Anna Blaman Prijs voor Een zachte fluittoon. In 1975 verscheen Gods wegen zijn duister en zelden aangenaam, waarvoor hij in 1976 de Multatuliprijs ontving.
Bob den Uyl is driemaal te zien geweest op televisie. De eerste keer was in 1975 in een interview over zijn passie voor het fietsen op de Rotterdamse wielerbaan, voor het tv-programma Heilig Vuur (TROS/1975).
De tweede keer in 1979 in de documentaire Op zoek naar literatuur 'Aan de Rand van Nederland' van Theo Uittenbogaard. Aanleiding was zijn essay in NRC-Handelsblad over treinreizen, met als titel Visvliet bestaat namelijk niet, over het treinstation Visvliet op de grens van Friesland en Groningen. 
Vier jaar later, in 1983, werd het stationsgebouw onverhoeds afgebroken. De uitgever van Den Uyl's boek Het reizen vereist sterke zenuwen uit 2004 gebruikte een foto ervan als omslagillustratie. Den Uyl vond het indertijd een 'schande' en 'een groot verlies voor de Nederlandse cultuur' dat het in zijn ogen prachtige stationsgebouw gesloopt was en vervangen door een bushokje.
Ten slotte maakte Peter Scholten in 2012 een 54 minuten durende documentaire over het leven van Bob den Uyl Tamelijk Gelukkig met veel beeldmateriaal, verklaringen van collega's, uitgever en biograaf, aangevuld met citaten van en over hem, en met nagespeelde scenes uit zijn werk.

## Overlijden
Vanwege veelvuldig gebruik van alcohol en kalmeringsmiddelen verslechterde eind jaren 1980 zijn gezondheid. Begin 1992 overleed Bob den Uyl op 61-jarige leeftijd aan longemfyseem.

## Beschrijving van zijn werk
Zijn schrijfstijl is ironisch en observerend, met als belangrijkste thema de zinloosheid en absurditeit van het bestaan. Zijn vroege werk bestaat vooral uit absurde verhalen. Later verschuift het zwaartepunt van zijn werk naar autobiografische verhalen, met name over zijn reizen (vaak per fiets) door de Nederland omringende landen.
In zijn verhaal 'De ontwikkeling van een woede' in de gelijknamige verhalenbundel formuleerde hij de 'Wet van Den Uyl': "Je vindt niet wat je zoekt, maar alleen dat wat je niet zoekt."
Terugkerende elementen in zijn werk zijn:
- Zijn ervaringen als kind in de Tweede Wereldoorlog
- Zijn gestuntel in het sociale verkeer en in de omgang met apparaten
- De Eerste Wereldoorlog, waarin hij zich enorm had verdiept
- Zijn liefde voor wielrennen
- Zijn alcoholgebruik
- De stad Rotterdam
- Belevenissen in België

## Werken
Pseudoniem(en): Bob den Uyl gebruikte het pseudoniem Alex Vreugdenberg.
- Vogels kijken (1963)
- Een zachte fluittoon (1968)
- Wat fietst daar? (1970)
- Met een voet in het graf (1971)
- De ontwikkeling van een woede (1972)
- Groenland en erger (1974)
- Gods wegen zijn duister en zelden aangenaam (1975)
- De vliegende fiets (1976)
- Een zwervend bestaan (1977)[6] (roman)
- Vreemde verschijnselen (1978)
- De bloedende trein (1980)
- Quatro Primi (1980) (Omnibus van eerste vier verhalenbundels)
- Opkomst & Ondergang van de Zwarte Trui (1981)
- Volledig dichtwerk 1960-1980 (1981)
- Hoe en waarom Edgar Allan Poe The Raven schreef (1983)
- Het landschap der levenden (1984)
- Een uitzinnige liefde (1986)
- Schrijvers worden misbruikt en andere aanklachten (1987)
- Het land is niet ondankbaar (1989)
- De dwaalweg (1991)
- Hier klopt iets niet (1996)
- Het reizen vereist sterke zenuwen (2004)
- Er kon niets verkeerd gaan (2005)
- Onuitroeibare misverstanden (2006)
- Het menselijk kunnen staat voor niets (2007)
- Het graf van Bach (2008)